# نینا گونکه
نینا گونکه (سوئدی: Nina Gunke؛ زادهٔ ۱۲ ژوئیهٔ ۱۹۵۵) هنرپیشه اهل سوئد است. او از سال ۱۹۷۵ در بیش از ۴۰ فیلم و نمایش تلویزیونی ظاهر شده است.
از فیلم‌های او می‌توان به ژوستین و ژولیت اشاره کرد.